# Forte de Nossa Senhora da Conceição (Velas)

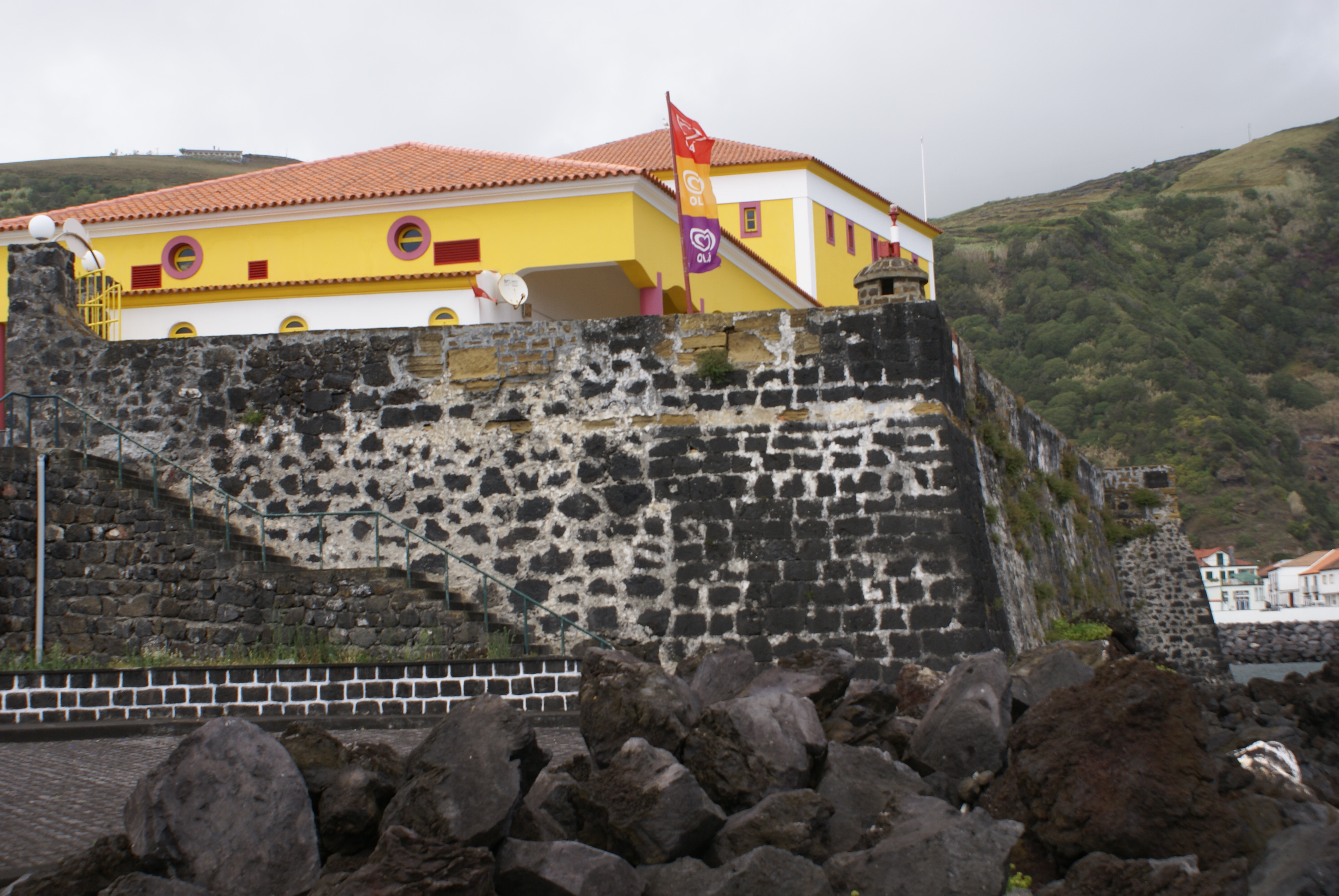
Forte de Nossa Senhora da Conceição, Velas: aspecto das muralhas.

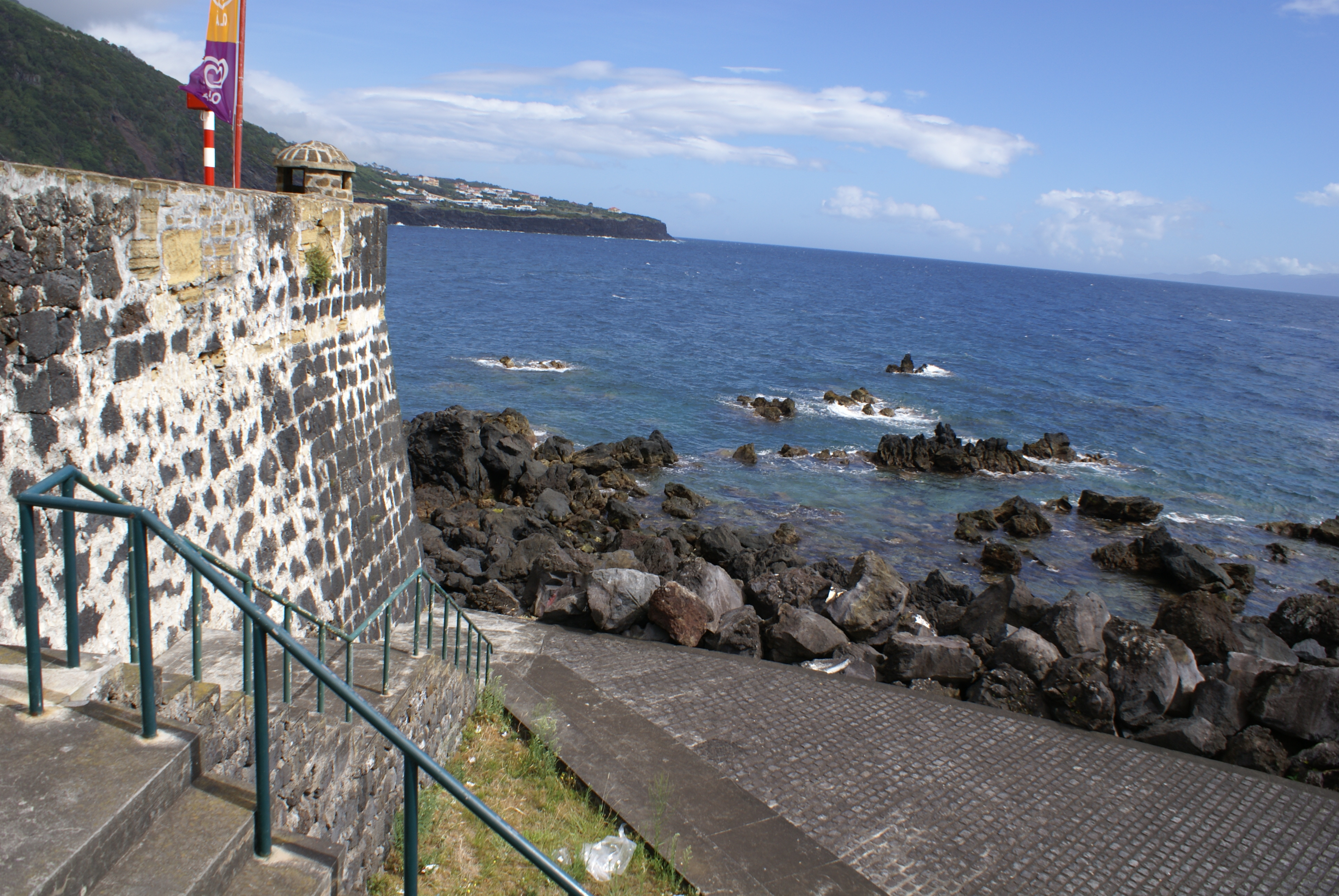
Forte de Nossa Senhora da Conceição, enquadramento na paisagem.

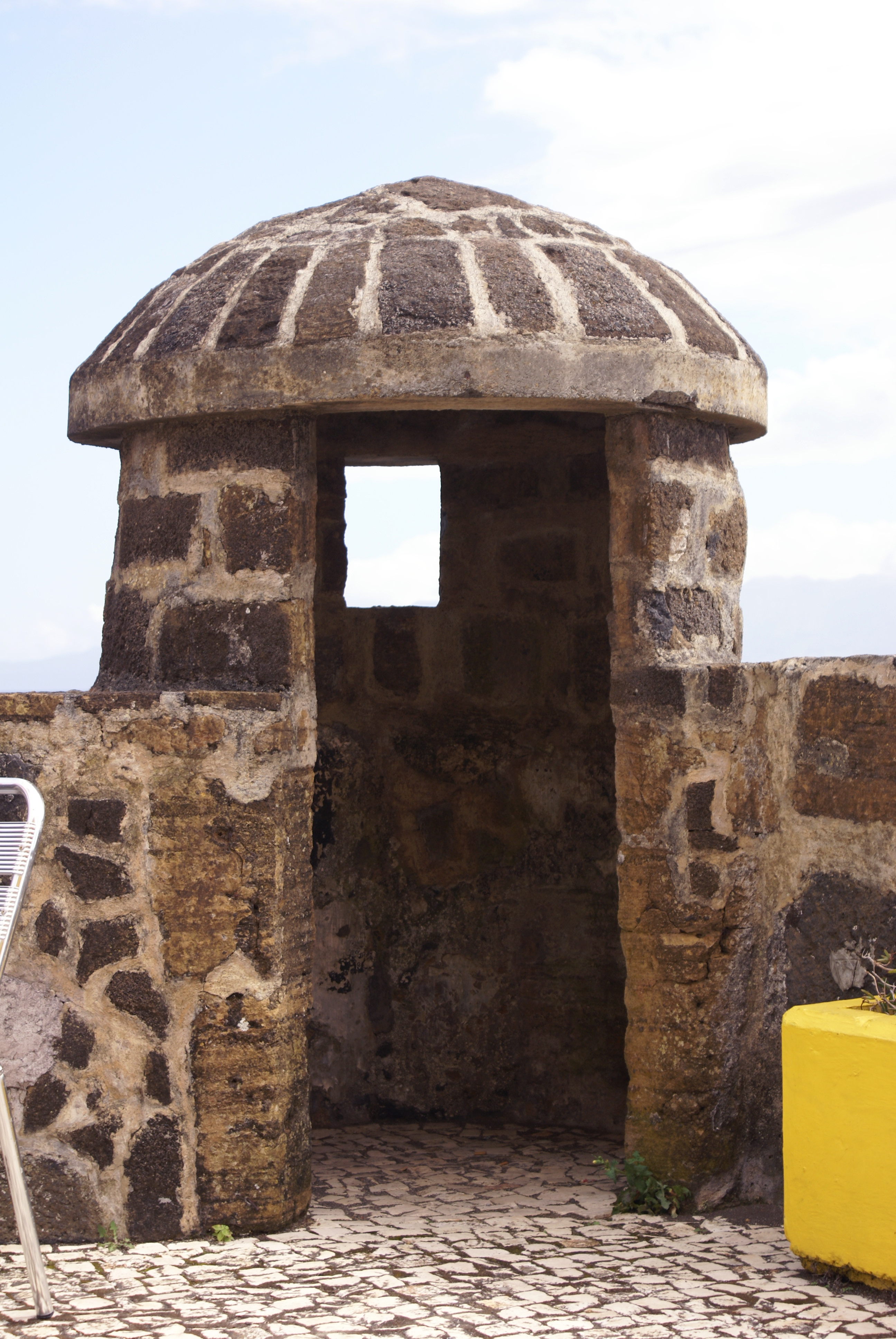
Forte de Nossa Senhora da Conceição: guarita.

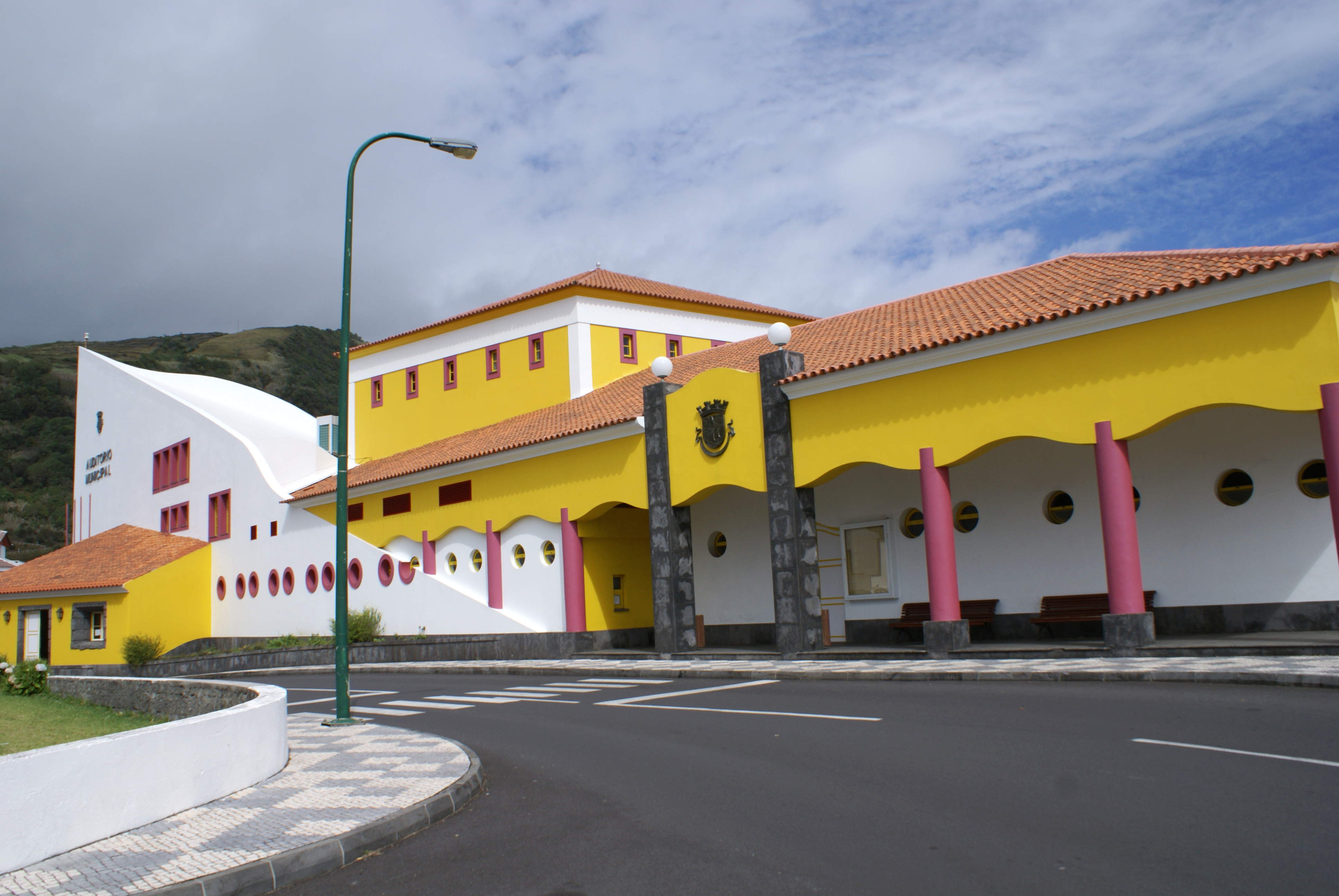
Auditório Municipal e Centro Cultural das Velas.

O Forte de Nossa Senhora da Conceição localiza-se na freguesia das Velas, concelho de mesmo nome, na costa sul da ilha de São Jorge, nos Açores.
Em posição dominante a oeste sobre a baía das Velas, constituiu-se em uma fortificação destinada à defesa deste ancoradouro contra os ataques de piratas e corsários, outrora frequentes nesta região do oceano Atlântico. Cruzava fogos, a leste, com o Forte de Santa Cruz.
Se formos a esta fortaleza, ja se encontram poucas pedras das quais fizeram parte da fortaleza ( estas fortalezas eram feitas com pedra de tufo).

## História
Por Provisão Régia datada de 4 de junho de 1572, Sebastião I de Portugal determinou fossem executadas obras de fortificação nas ilhas do Faial e de São Jorge.
Desse modo, e em resultado de uma inspeção às ilhas efetuada pelo Desembargador Fernão de Pina Marecos foi enviado a São Jorge o encarregado das fortificações do Reino, Álvaro Fernandes, com a missão elaborar projetos e executá-los. Para garantir os recursos necessários, aplicou-se um imposto de 2% para a construção das fortificações e muralhas ao longo da orla das vilas.
Em 16 de março de 1576, Luís Gonçalves Cota, fidalgo cavaleiro e mestre das obras das fortificações, dirigiu-se às Velas como empreiteiro para "feitorar o forte que estava abalisado". Entretanto, como era muito dispendiosa a balisagem do forte do modo que o dito mestre ordenava, a Câmara Municipal e os Vereadores, tendo em atenção a muita pobreza da terra, e não quererem os concelhos da Calheta e Topo contribuir para essas obras, deliberaram em sessão de 11 de agosto de 1576 não fazer a obra e que se mandasse um homem ao reino a pedir a sua Alteza para deixar os dízimos da ilha, tendo em vista a muita carestia que então havia na terra.
Mais tarde, havendo notícia de inimigos, a Câmara com o povo acordaram, em 15 de março de 1578, que no porto principal da vila se devia colocar artilharia, que se fizesse uma trincheira com dois traveses e a cortina pela banda de terra, uma vez que, pela banda do mar havia altura de sobra para, atrás desta cortina se recolher toda a arcabuzeria e bombardeiros. E que no porto do mar de Bairros, hoje do Pocinho, se fizesse uma estância para nela jogarem duas peças de artilheria, e na ponta da Senhora da Conceição, outra estância onde jogassem algumas peças de artilharia, sendo isto o que havia necessidade de se fortificar na vila e porto para que os inimigos não desembarcassem.
No contexto da Dinastia Filipina, em 1617 havendo o soberano notícia de que em Argel se havia juntado uma quantidade de velas, no ano seguinte (1618) remeteu, para fortificação das ilhas dos Açores, o capitão Marcos Fernandes de Teive. Este, achando-se nas Velas a 14 de maio do mesmo ano, mandou sustar a construção de uma cortina atrás do Mosteiro de Nossa Senhora da Conceição, por ser costa brava e não poder ali o inimigo entrar. Traçou então a cortina de muralhas do porto do mar de Bairros, que se estendiam do castelo de Santa Cruz, até à Senhora da Conceição, cobrindo o porto das Caravelas. Estas obras estavam concluídas em 1621, encontrando-se em progresso a fortificação junto ao poço de beber. Nestas duas obras, despenderam-se 541$105 réis.
No contexto da Guerra da Restauração da independência portuguesa, o forte foi reedificado em 1644 sobre o lugar onde anteriormente se erguiam a primitiva Igreja de Nossa da Conceição das Velas e outro antigo forte, esse remontando a 1641.
No contexto da Guerra da Sucessão Espanhola (1702-1714) terá sido insuficiente defesa quando do assalto do corsário francês René Duguay-Trouin em 20 de setembro de 1708. Na ocasião, uma força de 200 homens desembarcou e invadiu a vila das Velas onde, diante da deserção dos moradores, reabasteceu-se dos víveres de que necessitava.
Encontra-se referido como "A Fortaleza de Nossa Senhora da Conceiçam." na relação "Fortificações nos Açores existentes em 1710".
SOUSA (1995), em 1822, ao descrever o porto de Velas refere: "(...) o [castelo] da Conceição de 12 [peças], (...).".
A "Relação" do marechal de campo Barão de Bastos em 1862 informa que se encontra em bom estado, e observa:
"Por officio do Ministro da Guerra de 4 de Fevereiro de 1859 forão mandados conservar devidamente guardados. Defendem bem o porto que é o principal da Ilha, e contribuem para lhe certo respeito e importância; com tudo não há forma militar para os guarnecer, e somente ali existe um Official de Veteranos, e duas praças que vegião pela sua conservação."
O Tombo de 1883 refere que contava com sete canhoneiras e uma incipiente guarita.
Um forte temporal e a consequente ressaca marinha causaram sérios danos à estrutura em 1896.
Foi cedido, por volta de 1912, à Câmara Municipal para ser utilizado como mercado de gado.
Em 1928 contava com oito canhoneiras e a guarita, ano em que foi vendido à Empresa Elétrica Velense.
Durante muitos anos votado ao abandono, foi requalificado no início do século XXI, com a recuperação de grande parte das suas muralhas. Em seu interior foi erguido o Auditório Municipal e Centro Cultural das Velas.

## Características
Fortificação do tipo abaluartado, apresentava planta no formato de um polígono irregular com oito lados. Naqueles voltados ao mar rasgavam-se sete canhoneiras. Em seu terrapleno erguiam-se as edificações de serviço: Casa da Guarda, paiol de pólvora e cisterna. No ângulo voltado a oeste existia uma guarita.